# República Democràtica del Congo
|  | «Zaire» redirigeix aquí. Vegeu-ne altres significats a «Zaire (desambiguació)». |

La República Democràtica del Congo (antigament Zaire, i de vegades anomenat Congo Kinshasa o Congo Belga per a diferenciar-lo del Congo Brazzaville o República del Congo) és el segon estat més gran de l'Àfrica. Limita al nord amb la República Centreafricana i el Sudan del Sud, a l'est amb Uganda, Ruanda, Burundi i Tanzània; al sud amb Zàmbia i Angola i a l'oest amb l'oceà Atlàntic, l'enclavament de Cabinda (Angola) i la República del Congo. La capital n'és Kinshasa.

## Història
Una de les ètnies que habiten el Congo és la dels caçadors i recol·lectors dels pigmeus, que conviuen amb altres ètnies agrícoles i ramaderes que hi van arribar posteriorment, com els bantus, que els van desplaçar parcialment.

### Estat Independent del Congo
Des de 1885 fins a 1908, aquest territori fou propietat privada del rei Leopold II de Bèlgica, sota el nom d'Estat Independent del Congo (del francès État Indépendant du Congo) i capitalitat a Boma. Durant aquest període, va patir una explotació i un saqueig sistemàtic dels seus recursos naturals, especialment de l'ivori i el cautxú. L'any 1908, el rei el va cedir a Bèlgica.

### Congo Belga
Ja com a colònia belga, amb capitalitat a Léopoldville (nom rebut en honor del rei), aquest territori fou conegut com a Congo Belga. Durant l'època de dominació belga i sobretot durant l'establiment de l'Estat Lliure del Congo, propietat del rei Leopold II de Bèlgica, la població aborigen va ser explotada a les mines de diamants i a les plantacions de cautxú, en unes condicions pràcticament esclavistes que incloïen pràctiques com les amputacions de la mà. Durant aquest període van morir entre 5 i 15 milions de congolesos, segons estima Adam Hochschid en el seu llibre El fantasma del rei Leopold. A més, els belgues no permetien l'accés a la població originària a l'ensenyament superior, com a part d'una política per mantenir la dependència a la metròpoli.

### Primera República Democràtica del Congo
El 30 de juny de 1960 l'estat assolí la independència amb el nom de República del Congo. El dia 1 d'agost de 1964 va canviar de nom a República Democràtica del Congo perquè no coincidís amb el del seu veí de l'oest, la República del Congo (antiga colònia francesa independitzada el 1960). Per diferenciar-los, es feia sovint referència a la capital, de manera que l'estat occidental era Congo-Brazzaville i l'oriental, Congo-Leopoldville.
Un dels líders que havia aconseguit la independència, Patrice Lumumba, en va esdevenir primer ministre i Joseph Kasa-Vubu, president. Amb la proclamació de la independència, es va iniciar un període convuls marcat per lluites internes pel poder, revoltes i intents de cop d'estat. En un d'aquests enfrontaments, Lumumba fou assassinat. Però cap rebel·lió tingué èxit fins que els governs dels EUA i Bèlgica van orquestrar un cop d'estat que va acabar amb l'arribada al poder de Joseph-Désiré Mobutu. La implicació de la CIA va ser destapada pel senador americà Frank Church, uns anys més tard. Amb Mobutu, el Congo va viure diverses dècades immers en una dictadura que permetia que les empreses occidentals controlessin el comerç amb les valuoses matèries primeres del país, en el que es pot considerar una forma d'espoli.
Com a política cultural, Mobutu va voler «africanitzar» l'estat. Va començar rebatejant-se com a Mobutu Sese Seko; i l'any 1966, la capital, Leopoldville, va passar a dir-se Kinshasa. És per això que l'estat també era conegut com a Congo-Kinshasa.

### Zaire
Fidel a aquest procés d'«africanització», l'any 1971 Mobutu va canviar el nom de l'estat a Zaire, denominació que es va mantenir fins a la caiguda del seu règim, l'any 1997. Amb el col·lapse de l'URSS, els Estats Units van deixar de donar suport a Mobutu, ja que no el consideraven necessari en la guerra freda. Això feu que a principis dels 90, el país entrés en una profunda crisi que Mobutu va intentar superar reformant l'estat amb propostes oberturistes. En realitat, però, tot fou un maquillatge superficial i el país es va continuar degradant. La situació va desembocar en una revolta que va culminar amb Laurent-Désiré Kabila proclamant la República Democràtica del Congo el maig del 1997.

### Segona República Democràtica del Congo
Els aliats de Kabila, però, li van girar ben aviat l'esquena i van aixecar-se contra el règim l'agost de 1998, amb el suport de Ruanda i Uganda. Tropes de Zimbàbue, Angola, Namíbia, el Txad i el Sudan van intervenir per defensar Kabila, i es va iniciar una guerra civil cruenta i devastadora: la Segona guerra del Congo, també anomenada Guerra Mundial africana, el conflicte amb més morts en tot el món des del final de la Segona Guerra Mundial. Es va declarar un alto el foc el 10 de juliol de 1999, encara que el conflicte va continuar. Kabila fou assassinat el gener del 2001, i el seu fill, Joseph Kabila, va succeir-lo. El nou president va negociar un final per a la guerra, i va signar l'Acord de Pretòria el 2002, un fràgil acord de pau, que no va suposar un clar final de la violència.
El conflicte de Kivu va començar l'any 2004 a l'est del Congo com un conflicte armat entre els militars de la República Democràtica del Congo (FARDC) i el grup de Poder hutu Forces Democràtiques per a l'Alliberament de Rwanda (FDLR) a la República Democràtica del Congo. A grans trets ha consistit en tres fases, la tercera de les quals és un conflicte en curs. Abans del març de 2009, el principal grup combatent contra les FARDC era el Congrés Nacional per a la Defensa del Poble (CNDP). Després del cessament de les hostilitats entre aquestes dues forces, les forces rebels tutsis, abans sota el comandament de Laurent Nkunda, es van convertir en l'oposició dominant a les forces governamentals.
L'any 2005 es va aprovar una nova constitució que, entre altres novetats, reformava la divisió provincial de l'estat.
El 30 de juliol del 2006 es van celebrar les primeres eleccions lliures i multipartidistes des de la independència. Joseph Kabila va obtenir el 45% de vots de la primera volta, i el seu principal rival, l'exvicepresident Jean-Pierre Bemba, un 20%. Aquests resultats provocaren enfrontaments entre els partidaris dels dos candidats, que van deixar 16 morts. Kabila fou finalment elegit president en la segona volta, disputada el 29 d'octubre. El 2011 Kabila fou reelegit president.
A l'abril del 2012 soldats de l'ètnia tutsi es van amotinar contra el govern de la RDC. Els amotinats van crear un grup anomenat Moviment 23 de març (M23) format per antics membres de l'organització rebel del Congrés Nacional per la Defensa del Poble, capturant breument Goma, fins que el 7 de novembre de 2013, després de patir importants derrotes per l'ofensiva gubernamental recolzada per l'ONU, les tropes del M23 van creuar a Uganda i el 12 de desembre es va firmar un acord de pau a Nairobi entre el govern de la República Democrática del Congo i el moviment M23.
Félix Tshisekedi va guanyar les eleccions generals de 2018, tot i les acusacions d'irregularitats de diverses organitzacions de control electoral i d'alguns partits de l'oposició. La seva victòria fou confirmada pel Tribunal Constitucional de la RDC després que un altre polític de l'oposició, Martin Fayulu, denunciés que Tshisekedi havia fet un pacte amb el seu predecessor, Joseph Kabila. Les eleccions de 2018 van ser la primera transició pacífica del poder a la RCD des de la seva independència de Bèlgica, el 1960. Tshisekedi va ser reelegit president al desembre de 2023, després d'unes eleccions caòtiques que els grups de l'oposició van dir que no tenien legitimitat, i durant les dificultats de la Unió per la Democràcia i el Progrés Social va fracassar l'intent de cop d'estat del líder opositor Christian Malanga, que va morir en combat.
A finals de març de 2022, el Moviment 23 de març (M23), recolzat per Ruanda, va llançar una nova ofensiva a Kivu Nord contra les Forces Armades de la República Democràtica del Congo (FARDC) i la MONUSCO. La incursió es centra en zones que compten amb nombroses mines dedicades a l'extracció d'or, coltan, estany, tàntal i altres materials essencials i terres rares.

## Estat
La convulsa història recent d'aquesta nació africana no ha permès la consolidació d'un sistema polític plenament democràtic, ja que els conflictes armats i dictadures han dominat el panorama des de la independència en la dècada del 1960. No obstant això, un cop finalitzada la Segona Guerra del Congo s'hi han realitzat grans esforços per estabilitzar i dotar el malmès estat d'un sistema polític democràtic estable.
Com a part dels acords de Lusaka i del tractat de Pretòria, l'any 2005 s'hi va promulgar una nova constitució, en què es reorganitzava en gran manera el sistema públic i l'administració de l'estat. Les províncies van passar de 10 a 25, es va establir un Parlament bicameral (integrat pel Senat i l'Assemblea Nacional) i una estructura embrionària d'un nou poder judicial. Totes les provisions d'aquest text legal consideren diversos terminis per a l'establiment d'aquests òrgans, i s'estima que el procés conclourà vers 2020.

### Política
Després de dècades de dictadures, guerres i conflictes, la República Democràtica del Congo ha viscut a mitjans de la dècada del 2000 els primers comicis de la seva història: les eleccions que van aprovar la nova constitució del país (2005). Més tard s'escolliren el president i els membres de l'Assemblea Nacional (2006), els governadors de les províncies i els membres del Senat (2007).
El president és Félix Tshisekedi, des del 25 de gener de 2019 en succeir a Joseph Kabila.

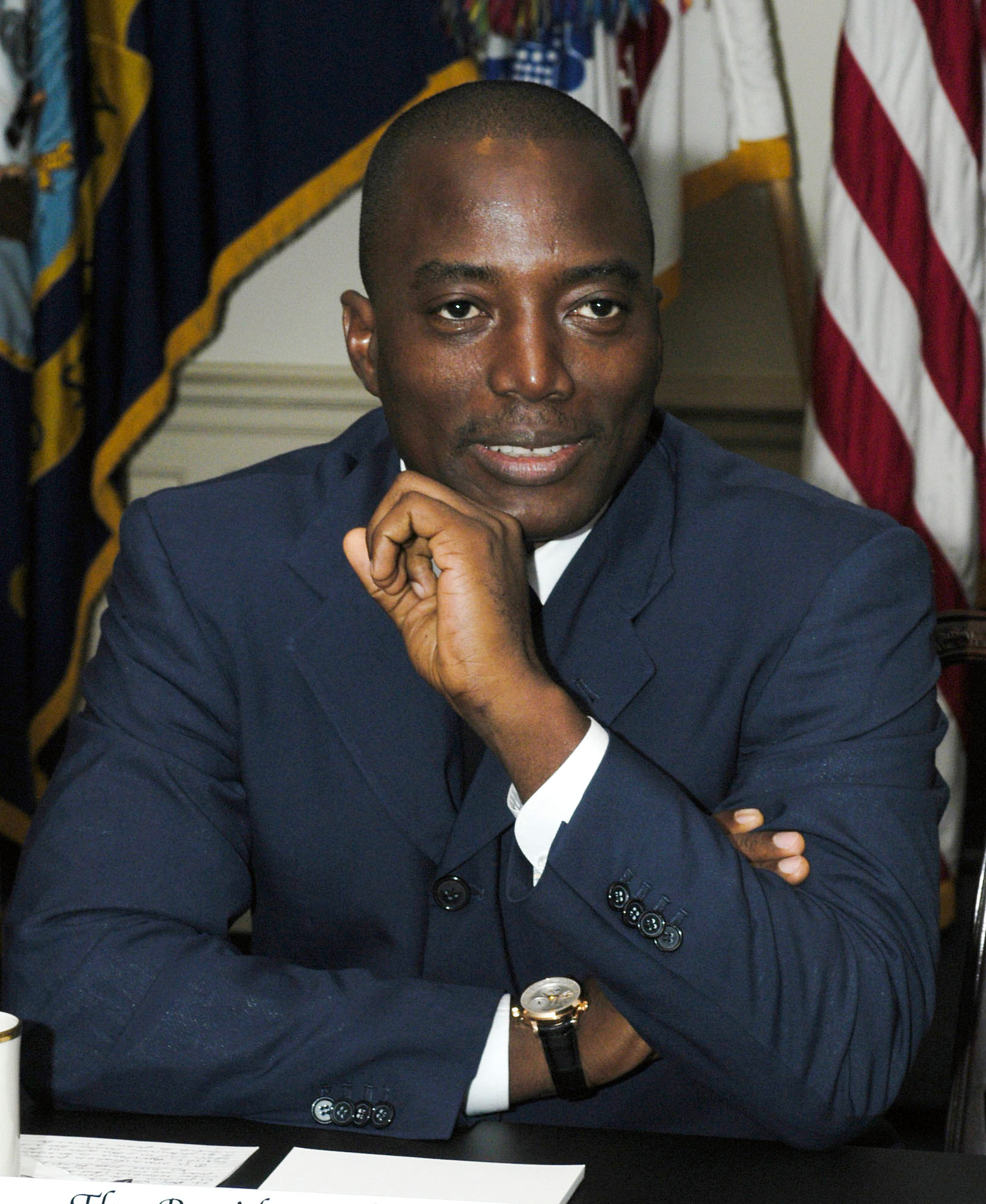
Joseph Kabila, president de la RDC
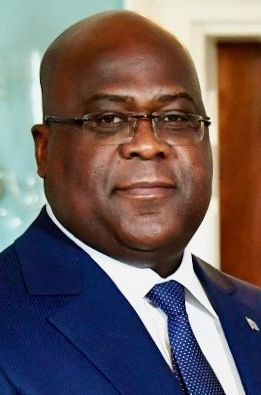
Félix Tshisekedi, President de la república des del 2019

Des de la independència de l'estat, la República Democràtica del Congo estava tradicionalment dividida en deu províncies, que històricament havien estat focus de secessionisme, donada l'escassa força del govern de Kinshasa a l'hora de mantenir el control en tot el país. Així, per exemple, en la dècada de 1960 l'estat de Katanga va proclamar la independència, encara que això es revertí ben aviat. La constitució de 2005 va establir un canvi en l'organització territorial del Congo, creà 26 províncies que en reemplaçaven les 10 històriques.
|    | Nova província | Capital    | Antiga província |
| -- | -------------- | ---------- | ---------------- |
| 1  | Kinshasa       | Kinshasa   | Sense canvis     |
| 2  | Kongo central  | Matadi     | Baix Congo       |
| 3  | Kwango         | Kenge      | Bandundu         |
| 4  | Kwilu          | Kikwit     | Bandundu         |
| 5  | Mai-Ndombe     | Inongo     | Bandundu         |
| 6  | Kasaï          | Luebo      | Kasai Occidental |
| 7  | Lulua          | Kananga    | Kasai Occidental |
| 8  | Kasaï Oriental | Mbuji-Mayi | Kasai Oriental   |
| 9  | Lomami         | Kabinda    | Kasai Oriental   |
| 10 | Sankuru        | Lodja      | Kasai Oriental   |
| 11 | Maniema        | Kindu      | Sense canvis     |
| 12 | Kivu Sud       | Bukavu     | Sense canvis     |
| 13 | Kivu Nord      | Goma       | Sense canvis     |
| 14 | Ituri          | Bunia      | Oriental         |
| 15 | Alt Uele       | Isiro      | Oriental         |
| 16 | Tshopo         | Kisangani  | Oriental         |
| 17 | Baix Uele      | Buta       | Oriental         |
| 18 | Ubangi Nord    | Gbadolite  | Equador          |
| 19 | Mongala        | Lisala     | Equador          |
| 20 | Ubangi Sud     | Gemena     | Equador          |
| 21 | Equador        | Mbandaka   | Equador          |
| 22 | Tshuapa        | Boende     | Equador          |
| 23 | Tanganyika     | Kalemie    | Katanga          |
| 24 | Alt Lomami     | Kamina     | Katanga          |
| 25 | Lualaba        | Kolwezi    | Katanga          |
| 26 | Alt Katanga    | Lubumbashi | Katanga          |

## Geografia

### Flora

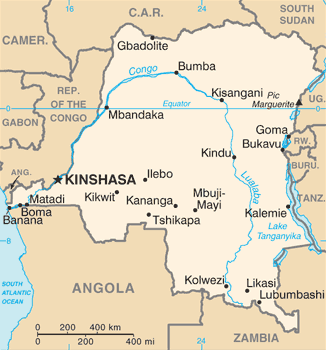
Mapa de la República Democràtica del Congo (en anglès)

La vegetació de la República Democràtica del Congo, sobretot en la selva pluvial, és extremadament rica i diversificada.
Els arbres de cautxú de diverses espècies i la palmera d'oli en són plantes autòctones, així com el cafè i el cotó.
Entre els arbres fruiters figuren el bananer i el cocoter.
També hi són nombrosos els arbres de fustes nobles, amb una gran varietat d'espècies com el banús, caoba, iroko, eucaliptus i el pi.

### Fauna
La vida animal també és abundant i variada, amb importants poblacions d'espècies en perill d'extinció, com els goril·les.
Entre els grans mamífers destaquen els elefants, lleons, lleopards, ximpanzés, girafes, hipopòtams, zebres i búfals.
Els rèptils són nombrosos, entre els quals cal comptar les serps pitó i els cocodrils.
Entre les variades i abundants espècies d'ocells cal esmentar els papagais, els pelicans, els flamencs, els cucuts i els bernats pescaires.
Són nombrosos els insectes, sobretot les formigues, els tèrmits i els mosquits, com el mosquit anòfel, amfitrió del paràsit de la malària.
Un altre insecte portador de malalties infeccioses, que es troba sobretot a les zones de terres baixes, és la mosca tse-tse, que propaga la malaltia del son.

## Religió

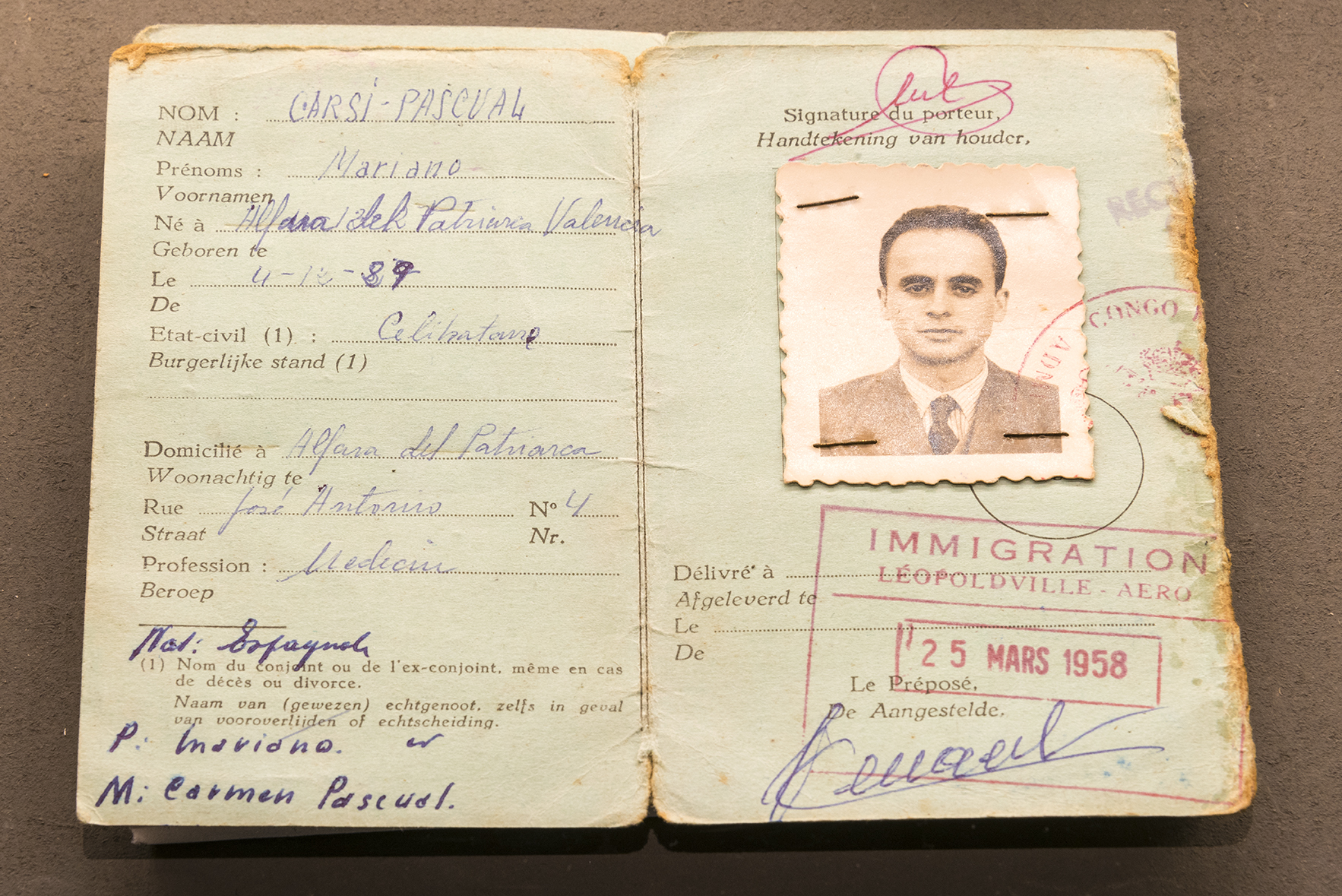
Carta d'identitat de Mariano Carsí al Congo Belga, 1958

El cristianisme és la religió majoritària a la República Democràtica del Congo, seguit per prop del 80% de la població. La República Democràtica del Congo és l'única nació africana que ocupa un lloc en la llista dels 10 països amb més catòlics del món, s'estima que en té 31.210.000, els quals representen el 47,3% de la població total d'aquest país i el 2,9% del total mundial. Els  protestants arriben al 20% i els kimbanguistes al 10%. El kimbanguisme va ser vist com una amenaça per al règim colonial i va ser prohibit pels belgues. El kimbanguisme, oficialment «l'Església de Crist a la Terra pel profeta Simon Kimbangu», ara té al voltant de tres milions de membres, principalment entre els bakongo del Baix Congo i Kinsasa.
La major concentració de cristians després de William Branham està a la República Democràtica del Congo, on s'estima que hi ha fins a 2.000.000 de seguidors (abril de 2009).
62 de les denominacions protestants al país estan federades en el marc de l'Església de Crist al Congo o CCC. Sovint és simplement referida com «l'Església Protestant», ja que abasta més del 20% de la població.

## Cultura

Principals llengües bantus al Congo

La República Democràtica del Congo conté una enorme diversitat cultural, reflex dels centenars d'ètnies i de les diferents formes de viure al país, des de la desembocadura del riu Congo a la costa, passant per la selva i la sabana al centre, a les molt densament poblades muntanyes a l'est. Des del segle xix, les formes de vida tradicional han sofert canvis a causa del colonialisme, la lluita per la independència, la dictadura de Mobutu i més recentment la Primera Guerra del Congo i la Segona Guerra del Congo. Malgrat els conflictes, els usos i costums de la cultura del Congo han aconseguit mantenir la seva identitat. Els 60 milions d'habitants viuen pràcticament en un entorn rural. El 30% dels que viuen a les àrees urbanes s'han obert més a la influència occidental.

## Educació

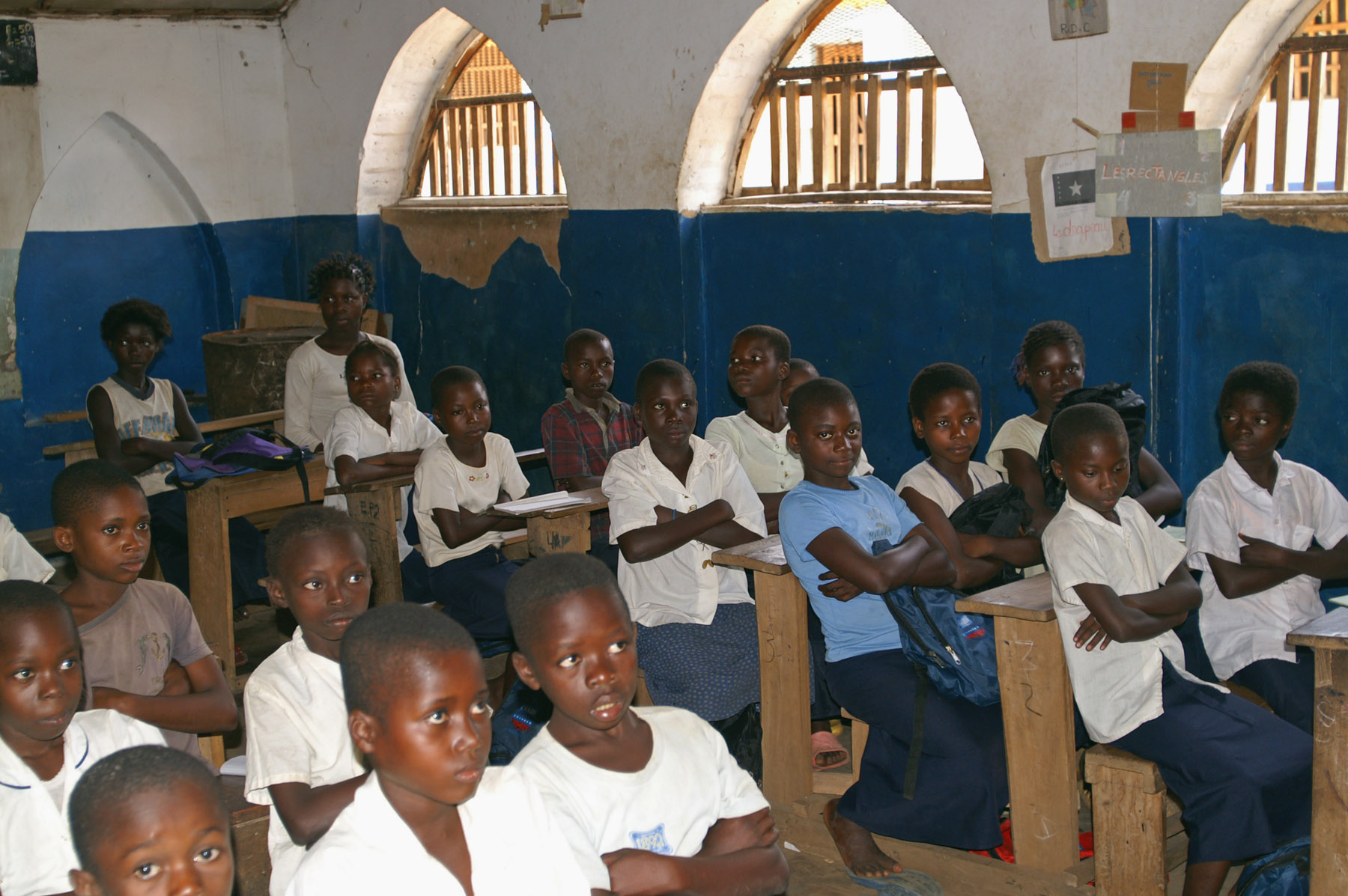
Una classe a la República Democràtica del Congo

El sistema d'educació a la República Democràtica del Congo es regeix per tres ministeris: el Ministère de l'Enseignement Primaire, Secondaire et Professionnel (MEPSP), el Ministère de l'enseignement Supérieur et Universitaire i el Ministeri d'Afers Socials (MAS). El sistema educatiu a la República Democràtica del Congo és similar al de Bèlgica. El 2002 hi havia més de 19.000 escoles primàries al servei de 160.000 alumnes, i 8.000 escoles secundàries al servei de 110.000 alumnes.
No obstant això, l'educació primària a la República Democràtica del Congo no és ni obligatòria ni gratuïta, ni universal, i molts nens no van a escola perquè sos pares no poden pagar els honoraris de la inscripció. De manera habitual s'espera que els pares abonin els salaris dels mestres. El 1998, l'any més recent de què es disposa de dades, la taxa bruta de matriculació primària va ser del 50%. Els coeficients bruts de matriculació es basen en el nombre d'alumnes matriculats oficialment a l'escola primària i, per tant, no reflecteixen necessàriament l'assistència a l'escola real. El 2000 el 65% de nens d'edats entre 10 i 14 anys assistien a escola. Com a resultat dels 6 anys de guerra civil, més de 5,2 milions de nens del país no reben educació.

### Estil de moda convencional
Durant algunes èpoques i corrents ideològics s'ha promogut els vestits Abacost enlloc dels vestits occidentals a l'hora de presentar-se en societat i actes públics. Va tenir un significat anticolonial.

## Economia

Evolució del PIB per habitant a la República Democràtica del Congo i a Àfrica

L'economia de la República Democràtica del Congo, una nació proveïda de grans recursos naturals, ha decaigut dràsticament des de la meitat de la dècada de 1980. Els dos conflictes recents (la Primera Guerra del Congo i la Segona Guerra del Congo), que van començar el 1996, han reduït la producció del país i els seus ingressos estatals, n'han incrementat el deute extern i han suposat la mort per la guerra, la fam i les malalties, de 3,8 milions de persones.
Durant els últims anys, la República Democràtica del Congo va ser el segon estat més pobre del continent africà, amb un PIB per capita de 300 $. Però, en l'Informe sobre Desenvolupament Humà de l'ONU publicat el 2011/, lamentablement ha passat a ocupar l'últim lloc: s'ha convertit així en el país més pobre del món, l'últim en l'IDH (Índex de Desenvolupament Humà).
La incertesa causada pel creixent conflicte, l'absència d'infraestructures i la dificultat per operar en un ambient hostil, han reduït les operacions de comerç exterior. Tot i això, hi ha un projecte actual (2015) per ajudar a la malnutrició del país conegut com a INSPIRATION, el qual consisteix en cultivar espirulina degut al seu alt valor nutricional. La guerra també ha intensificat l'impacte de problemes bàsics tals com l'inestable marc legal, la corrupció, la inflació i l'absència d'obertura al govern en la política econòmica i operacions financeres. Les condicions han millorat a partir de 2002 amb el replegament de les forces invasores. Un elevat nombre de missions de l'FMI i del Banc Mundial s'han reunit amb el govern per ajudar a desenvolupar un pla econòmic coherent i el president Joseph Kabila ha començat a implementar-hi reformes. Molta de la seva economia recau en activitats que queden fora de les dades del PNB oficial.

## Llengües

Principals llengües del Congo

S'ha calculat que es parlen vora 242 llengües a la República Democràtica del Congo. De totes aquestes, només quatre tenen estat de llengua nacional: el kikongo, el lingala, el tshiluba i el suahili.
El lingala va ser establert com a llengua oficial de l'exèrcit sota la dictadura de Mobutu, però des que l'exèrcit es va rebel·lar també s'usa el suahili a l'oest.
El francès és la llengua oficial de l'estat. Es vol implementar com un idioma neutral entre els grups ètnics i per facilitar la seva comunicació. També són llengües nacionals el koongo, el lingala, el luba-kasai i el congo swahili.
Durant el període colonial belga, les quatre llengües nacionals van ser ensenyades a les escoles primàries, cosa que va fer de l'estat un dels pocs a tenir literatura en la seva llengua local durant l'ocupació europea a l'Àfrica.
El SIL International ha enumerat 215 llengües pròpies de la República Democràtica del Congo, de les quals una és extinta:
- Alur: 750.000 parlants al territori Mahagi, al nord-oest de la zona de Djalasiga: a l'antiga província Oriental. També es parla a Uganda.
- Amba: 4.500 parlants al sud del llac Albert, a l'antiga província del Kivu Nord.
- Asoa: 25.474 parlants al territori Rungu, a l'antiga província Oriental.
- Aushi: es parla a l'antiga Província d'Alt Katanga, a l'est de Lubumbashi.
- Avokaya: 25.000 parlants al territori Faradje, a prop de la frontera amb el Sudan.
- Babango: 2.547 parlants al territori Basoko, a l'antiga província Oriental.
- Baka: 1.300 parlants entre el Parc Nacional del Garamba i la frontera amb el Sudan, a l'antiga província Oriental.
- Bali: 42.000 parlants (entre el 5 i el 10% monolingües), al districte de Tshopo, al territori Bafwasende, entre el riu Tshopo, al sud i el riu Ituri al nord.
- Baloi: 20.000 parlants a la zona de Bomongo, a l'antiga província de l'Equador.
- Bamwe: 20.000 parlants al territori de Kungu, a l'antiga província de l'Equador.
- Banda, mitjà-meridional: 2.000 parlants al territori Bosobolo, a l'antiga província de l'Equador. També al territori Mobaye.
- Banda, central-meridional: 3.000 parlants a l'antiga província de l'Equador.
- Banda, Togbo-Vara: 12.000 parlants al nord d'Ubangi, al territori de Bosobolo, a l'antiga província de l'Equador. També es parla a la República Centreafricana i al Sudan.
- Bangala: Molt poca gent la té com a primera llengua, a l'antiga província Oriental.
- Bangba: 11.000 parlants als territoris Niangara i Walsa, a l'antiga província Oriental.
- Bangi: 50.948 parlants a l'est del riu Congo, entre Bolobo i Mbandaka. També es parla a la República Centreafricana i a la República del Congo.
- Bangubangu: 171.000 parlants al districte de Kasongo, al territori Kabambare, a l'antiga província de Maniema.
- Barambu: 25.570 parlants al territori Poko, entre els rius Bomokandi i Uélé.
- Beeke: 1.000 parlants al districte d'Ituri, al territori Mambasa, a l'antiga província Oriental.
- Bemba: 300.000 parlants a la zona sud-est de la frontera de l'antiga província de Katanga. També es parla a Zimbàbue.
- Bemba: 295.780 parlants a l'antiga província de Kivu Sud. És una llengua no classificada.
- Bembe: 252.000 parlants al territori Fizi, a l'est del llac Tanganyika, a l'antiga província de Kivu Sud. També es parla a Tanzània.
- Bendi: 32.000 parlants al territori de Djugu, entre Bunia i Djalasiga, a l'antiga província Oriental.
- Bera: 120.000 parlants al districte d'Ituri, al territori Irumu, a l'antiga província Oriental.
- Bhele: 15.000 parlants a l'est de Butembo, al territori de Lubero, a l'antiga província de Kivu Nord.
- Bila: 40.000 parlants al territori Irumu (districte d'Ituri), a l'antiga província Oriental.
- Binji: 165.000 parlatns al territori Kazumba, a l'antiga província de Kasaï Occidental.
- Boko: 21.000 parlants a prop de Mbandaka, a l'antiga província de l'Equador.
- Bolia: 100.000 parlants al nord del llac Mai-Ndombe, a l'antiga província de Bandundu.
- Boloki:4.200 parlants a prop de Mbandaka, a la ribera del riu Congo, a l'antiga província de l'Equador.
- Bolondo: 3000 parlants al sud d'Ubangi, al territori Budjala, a l'antiga província de l'Equador.
- Boma: 20.500 parlants a l'antiga província de Bandumbu.
- Bomboli: 2.500 parlants al sud d'Ubangi, al territori Kungu, a prop del riu Ngiri, a l'antiga província de l'Equador.
- Bomboma: 23.000 parlants al sud d'Ubangi, al territori Kungu, a l'antiga província de l'Equador.
- Borna. És una lengua no classificada.
- Budu: 180.000 parlants al territori Wamba, a l'antiga província Oriental.
- Budza: 226.000 parlants als territoris de Mongala, Bumba i Bongandanga, a l'antiga província de l'Equador.
- Buraka: 1.300 parlants al nord-est de Bosobolo, a la ribera del riu Ubangi, a l'antiga província de l'Equador.
- Bushoong: 155.137 parlants als territoris de Mweka i de Llebo Septentrional, al Kasaï Occidental.
- Buya: 13.000 parlants a la República Democràtica del Congo.
- Buyu: 10.000 parlants al llac Tanganyika, entre Katanga i Kivu Sud.
- Bwa: 200.000 parlants als territoris de buta (el centre dels bwa-parlants), bambesa, banalia, aketi i bondo, a l'antiga província Oriental.
- Bwela: 8.400 parlants a la República Democràtica del Congo.
- Bwile: 12.400 parlants al nord d'Aushi i del llac Mweru, a la Província d'Alt Katanga.
- Chokwe: 504.000 parlants a la República Democràtica del Congo. Sobretot a prop de la frontera amb Angola, al sud-est de Bandundu i a les antigues províncies del Kasaï Occidental i de Katanga. També es parla a Angola, Namíbia i Zàmbia.
- Dengese: 8.600 parlants al territori Dekese, al Kasaï Occidental.
- Ding: 155.000 parlants al territori d'Idiofa, al riu Kasaï, a la província Bandundu.
- Dongo: 12.900 parlants a l'est de Watsa, a l'antiga província Oriental.
- Dzando: 6.000 parlants al sud d'Ubangi, al territori Kungu, a l'Equador.
- Efe: 20.000 parlants als territoris de Mambasa, Watsa, Irumu i Djugu, a Oriental.
- Enya: 15.000 parlants riu Lualaba, entre Kisangani i Kongolo, al territori Ubundu, a l'Oriental.
- Foma: 13.200 parlants a la ribera nord del riu Congo, a prop de Basoko, a l'Oriental.
- Francès: és la llengua oficial del país.
- Fulliru: 300.000 parlants al nord i nord-oest d'Uvira, al territori d'Uvira, al Kivu Sud.
- Furu: 12.000 parlants al nord ubangi, a l'est de Bosobolo. A l'Equador. També es parla a la República Centreafricana.
- Gbanziri: 3000 parlants al Nord d'Ubangi i al territori de Bosobolo, a l'Equador.
- Gbati-ri: 21.000 parlants al nord de Mungbere, entre Isiro i Watsa, a l'Oriental.
- Gilima: 12.000 parlants al Sud d'Ubangi, al nord del territori de Libenge, a l'Equador.
- Gobu: 12.000 parlants al Nord d'Ubangi, al territori Bosobolo, a l'Equador.
- Hamba: 13.000 parlants al territori Lodja, al Kasaï Oriental.
- Havu: 506.000 parlants al territori Kalehe, al Kivu Sud.
- Hema: 124.650 parlants al districte d'Ituri, als territoris Irumu i Djugu, a l'Oriental.
- Hemba: 180.958 parlants a l'est del territori de Kongolo, a Katanga.
- Holoholo: 15.500 parlants al nord-oest de Kalemie, a Katanga.
- Holu: 5.095 parlants a l'extrem sud-oest de Bandundu.
- Hunde: 200.000 parlants als territoris de Masisi i Rutshuru, al Kivu Nord.
- Hungana: 400 parlants al territori Bulungu, a Bandundu.
- Joba: 10.000 parlants al nord i nord-oest d'Uvira, al Kivu Meridional.
- Kabwari: 8400 parlants al territori Fizi, al Kibu Meridional.
- Kaiku: 13.000 parlants al districte d'Ituri, al territori Mambasa, a l'antiga província Oriental.
- Kakwa: 20.000 parlants als territoris d'Aru i de Faradje, a l'Oriental.
- Kaliko: 7.500 parlants al territori Aru, a prop de la frontera amb el Sudan, a l'antiga província Oriental.
- Kango: 5.900 parlants al riu Uélé, al districte Bas-Uélé, a l'antiga província Oriental.
- Kango: 2.000 parlants al districte de Tshopo, al territori Bafwasende, a l'antiga província Oriental.
- Kanu: 3.500 parlants a la zona de Kabunga, al territori Walikale, al Kivu Nord.
- Kanyok: 200.000 parlants entre els rius Bushimaie i Luembe, al territori de Mwene-Ditu, al Kasaï Oriental.
- Kaonde: 36.000 parlants a l'est del territori de Kolwezi, a Katanga.
- Kari: 1.000 parlants al nord del riu Uele, al nord-oest de l'antiga província Oriental. També es parla a la República Centreafricana.
- Kela: 180.000 parlants al territori de Lomela, al Kasaï Oriental.
- Kele: 160.000 parlants entre els rius Lomami i Congo, al territori Isangi (Oriental).
- Kete: 8.400 parlants del nord-est de Mweka, al Kasaï Occidental.
- Kituba: 4.200.000 parlants a les antigues províncies de Bas-Congo i de Bandundu.
- Komo: 400.000 parlants a Maniema.
- Kongo, San Salvador: 536.994 parlants a la República Democràtica del Congo. Al llarg del riu Congo, entre Kinshasa i el nord d'Angola.
- Konjo: Es parla a l'oest de les muntanyes Ruwenzori.
- Koongo: 1.000.000 parlants al Bas-Congo.
- Kpala: 3.000 parlants a l'Equador.
- Kusu: 26.000 parlants al sud-est de Maniema.
- Kwami: 400 parlants a Maniema i Kivu Nord, entre Kasese i Walikale.
- Kwese: 60.000 parlants a l'oest de Kitwit, a l'est de Bandundu.
- Lala-Bisa: Es parla a l'extrem sud-est de Katanga.
- Lalia: 55.000 parlants al sud-est de l'Equador, al territori Ikela.
- Lamba: Es parla al sud-est de Katanga.
- Langbashe: 3.000 parlants al territori Bosobolo, a l'Equador.
- Lega-Mwenga: 44.896 parlants al territori Mwenga a Kivu Sud.
- Lega-Shabunda: 400.000 parlants als territoris de Shabunda i Pangi, a Kivu Sud i a Maniema.
- Lele: 26.000 parlants al territori Tshikapa, al Kasaï Occidental i a Bandundu.
- Lendu: 750.000 parlants al districte Ituri, al territori Djugu, a l'oest i nord-oest del llac Albert. També es parla a Uganda.
- Lengola: 100.000 parlants a Ubundu, Lubutu i Punia, a les antigues províncies Oriental i Maniema.
- Lese: 50.000 parlants als territoris de Watsa, Djugu, Irumu i Mambasa, a l'antiga província Oriental.
- Libinza: 10.000 parlants al sud d'Ubangi i al districte de l'Equador, a l'antiga província homònima.
- Ligenza: 43.000 parlants al territori Bumba, a l'Equador.
- Lika: 60.000 parlants als districtes Wamba, Rungu i Upper-Uele.
- Likila: 8.400 parlants a la zona de la ciutat de Makanza, a l'Equador.
- Lingala: 2.037.929 parlants a les antigues províncies de Bandundu, Equador i Oriental. És la segona lelngua més parlada a l'Estat. També es parla a la República Centreafricana i a la República del Congo.
- Lobala: 60.000 parlants (molt pocs monolingües) als districtes de Sud Ubangi i Equador.
- Logo: 210.000 parlants al territori Faradje, a l'antiga província Oriental.
- Lombi: 12.000 parlants al districte de Tshopo, al territori de bafwasende, a l'antiga província Oriental.
- Lombo: 10.000 parlants a la zona Isangi, a l'antiga província Oriental.
- Lonzo: 300 parlants al territori Kenge, a Bandundu.
- Luba-Kasai: 6.300.000 parlants. És la principal llengua utilitzada a les antigues províncies de Kasaï Occidental i de Kasaï Oriental.
- Luba-Katanga: 1.505.000 parlants al districte Haut-Lomani, a Katanga.
- Lugbara: 840.000 parlants al territori Aru, a l'antiga província Oriental.
- Luna: 50.000 parlants al territori Lusambo, al Kasaï Oriental
- Lunda: Es parla al Districte de Lualaba i al territori Kahemba, a les antigues províncies de Katanga i Bandundu.
- Lusengo: 42.000 parlants, sobretot als territoris Mankanza, Lisala i Bumba, a l'antiga província de l'Equador.
- Lwalu: 21.000 parlants al territori Luiza, al Kazaï Occidental.
- Ma: 4.700 parlants al nord de Niangara, a prop del riu Kapili, a l'antiga província oriental.
- Mabaale: 42.000 parlants a l'àrea del riu Ngiri, a l'Equador.
- Mamvu: 60.000 parlants a l'oest i al sud-oest de Watsa, a l'antiga província Oriental.
- Mangbetu: 620.000 parlants als territoris de Rungu, Niangara, Poko, Watsa, Wamba i Banalia, a l'antiga província Oriental.
- Mangbutu: 15.000 parlants al sud del riu Kibali i a l'est del riu Moto, al territori Watsa.
- Mayeka: 21.000 parlants, a la frontera amb la República del Congo i de la República Centreafricana.
- Mayogo: 100.000 parlants a l'àrea Isiro i als territoris de Rungu i Wamba.
- Mba: 36.087 parlants al territori Banalia, a la zona de Banjwade.
- Mbala: 200.000 parlants als territoris Bagata i Bulungu, entre el riu Kwango i el Kwilu, a Bandundu.
- Mbandja: 351.543 parlants a la província de l'Equador, al Sud Ubangi i al Nord Ubangi i a l'oest del districte de Mongala. També es parla a la República Centreafricana i a la República del Congo.
- Mbesa: 8400 parlants al nord del territori de Yahuma, a l'antiga província Oriental.
- Mbo: 11.000 parlants al territori de Mambasa, al districte d'Ituri.
- Mbole: 100.000 parlants al sud-oest de Kisangani, a l'antiga província Oriental.
- Mfinu: 8.400 parlants a Bandundu.
- Mituku: 50.948 parlants a l'oest del riu Lualaba, al territori Ubundu, a l'antiga província Oriental.
- Moingi: 4.200 parlants al territori Yahuma, a l'antiga província Oriental.
- Mongo-Nkundu: 400.000 parlants al sud de l'Equadro i al nord-est de Bandundu.
- Mono: 65.000 parlants als territoris de Bosobolo, Nord Ubangi i Libenge, a l'Equador.
- Monzombo: 5.000 parlants al sud de Libenge, a la ribera est del riu Ubangi, a l'Equador.
- Mpuono: 165.000 parlants al territori Idiofa, a Bandundu.
- Mündü: 2.800 parlants al nord i nord-est de Faradje, a l'antiga província Oriental.
- Mvuba: 5.100 parlants al Kivu Nord.
- Nande: 903.000 parlants sobretot als territoris de Beni i Lubero, a Kivu Nord.
- Ndaka: 25.000 parlants al territori Mambasa, al districte Ituri.
- Ndo: 100.000 parlants al sud del riu Lowa, als territoris Mahagi i Aru.
- Ndobo: 10.190 parlants entre els rius Bomongo i Congo, a l'Equador.
- Ndolo: 8.000 parlants al territori Budjala, a l'Equador.
- Ndunga: 2.500 parlants al territori Lisala, a l'Equador.
- Ngando: 220.000 parlants al nord d'Ikela, a l'Equador.
- Ngbaka: 1.012.184 parlants a l'Equador. També es parla a la República Centreafricana i a la República del Congo.
- Ngbaka Ma'bo: 11.000 parlants al territori de Zongo, al districte Libenge, a l'Equador.
- Ngbandi Septentrional: 250.000 parlants (75.000 monolingües), als territoris Mobaye, Yakoma i Bondo. També es parla a la República Centreafricana.
- Ngbandi Meridional: 105.000 parlants als territoris de Businga, Budjala, Kungu i Libenge, a l'Equador.
- Ngbinda: 4.200 parlants a la República Democràtica del Congo.
- Ngbundu: 16.000 parlants al territori Libenge, a l'Equador.
- Ngelima: 13.588 parlants als territoris de Banalia i Basoko, a l'antiga província Oriental.
- Ngiti: 100.000 parlants al territori d'Irumu.
- Ngombe: 150.000 parlants als districtes Mongala i Ubangi.
- Ngongo: 4.075 parlants a Bandundu.
- Ngul: 8.400 parlants al nord d'Idiofa, al riu Kasaï, a l'oest de Bandundu.
- Ngundu: 5.100 parlants a la República Democràtica del Congo.
- Nkutu: 40.000 parlants al nord de Kasaï Oriental.
- Ntomba: 100.000 parlants al nord-est del llac Tumba,a Bandundu.
- Nyali: 43.000 parlants al territori Djugu, al districte d'Ituri.
- Nyanga: 150.000 parlants al territori Walikale, a Kivu Nord.
- Nyanga-li: 48.000 parlants al territoria Watsa, a l'antiga província Oriental.
- Nyindu: 8.400 parlants a l'oest del llac Kivu, a Kivu Sud.
- Nzakara: Es parla a la frontera amb la República Centreafricana, al nord-oest del territori Bondo.
- Ombo: 8400 parlants al nord-oest de Kindu, a Maniema.
- Omi: 39.500 parlants al territori Aru, a l'antiga província Oriental.
- Pagibete: 28.000 parlants als territoris Businga, Yakoma, Bumba i Yakomba.
- Pambia: 21.000 parlants al nord de l'antiga província Oriental.
- Pelende: 8.400 parlants al territori Kenge, a Bandundu.
- Phende: 420.000 parlants al sud del riu Kasaï, als territoris d'Idiofa i Gungu, a Bandundu.
- Poke: 46.000 parlants al territori d'Isangi, a prop de Kisangani.
- Ruund: 152.845 parlants a Katanga. També es parla a Angola.
- Ruanda: 250.000 parlants a la frontera amb Ruanda, entre el llac Edward i el llac Kivu, a Kivu Nord.
- Sakata: 75.000 parlants als territoris Kutu, Mushie i Inongo, a prop del riu Lukenie, a Bandundu.
- Salampasu: 60.000 parlants al sud-est de Kasaï Occidental.
- Samba: 4200 parlants al nord del territori de Kasongo-Lunda, a Bandundu.
- Sanga: 431.000 parlants a Katanga.
- Sango: Hi ha pocs parlants a l'extrem nord de l'Equador.
- Seba: 167.000 parlants al territori Kasenga, a Katanga.
- Sengele: 17.000 parlants a l'oest del llac Mai-Ndombe, a Bandundu.
- Sere: 2.500 parlants al nord-est d'Ango. També es parla a la República Centreafricana.
- Shi: 654.000 parlants als voltants de Bukavu.
- So: 6.000 parlants al nord de Basoko. També es parla a Uganda.
- Sonde: 96.000 parlants al sud-est de Bandundu, al territori Feshi.
- Songa: Es parla al Kivu Sud.
- Songe: 1.000.000 parlants, al Kasaï Oriental, sobretot a la zona de Kabinda. també a Katanga.
- Songo: 13.000 parlants al territori Bulungu, a Bandundu. Segurament també es parla a Angola.
- Songomeno: 50.000 parlants al territori Dekese, a Kasaï Occidental.
- Songoora: 1.300 parlants als territoris Kindu, Punia, i Shabunda, a Maniema.
- Suku: 50.000 parlants, al sud de Bandunbu, a l'oest de Feshi.
- Swahili, Congo: 2.000 parlants a Katanga, Kivu Nord, Kivu Sud i Maniema.
- Taabwa: 250.000 parlants a Katanga, a prop del llac Tanganyika.
- Tagbu: 17.000 parlants.
- Talinga-Bwisi: 30.890 parlants, a Kivu Nord, al territori Beni. Al Parc Nacional de Virunga, a prop de la frontera amb Uganda.
- Teke, Eboo: 454.000 parlants de totes les llengües Teke al Congo. A Bandundo.
- Teke, Ibali: 71.000. També es parla a la República del Congo.
- Tembo: 150.000 parlants a Kivu Nord i Sud. Al territori Kalehe.
- Tembo: 5.000 parlants als districtes Sud Ubangi i Equador.
- Tetela: 750.000 parlants a Kasaï Septentrional i a l'antiga província Oriental.
- Tiene: 24.500 parlants a Bandundu, a l'àrea Bolobo.
- Vanuma: 6.700 parlants al territori Irumu, a l'antiga província Oriental.
- Wongo: 12.691 parlants als territoris d'Ilebo i Tshikapa, a Kasaï Occidental. també a Bandundu.
- Yaka: 700.000 parlants als territoris Popokabaka i Kasongo Lunda, a Bandundu. També es parla a Angola.
- Yakoma: 10.000 parlants a la República Democràtica del Congo.
- Yamongeri: 13.000 parlants al sud del riu Congo, a l'Equador.
- Yango: 3.000 parlants als districtes de Kungu i Libenge, a l'Equador.
- Yansi: 100.000 parlants al territori Bulungu, a prop del riu Loange, a l'antiga província Bandundu.
- Yela: 33.000 parlants al territori Bokungu, a l'Equador.
- Yombe: 669.000 parlants. també es parla a Angola i la República del Congo.
- Yulu: també són al Sudan.
- Zande: 730.000 parlants. Es parla a l'extrem nord de l'antiga província Oriental. També es parla a la República Centreafricana i al Sudan.
- Zimba: 120.000 parlants al territori Kasongo, a Maniema.

A part, també hi ha la llengua extinta: 
- Ngbee: es parlava a l'antiga província Oriental i als territoris Rungu, Niangara, Wamba i Watsa.

A més a més, a la República Democràtica del Congo també es parla: boguru, fanagalo, grec i llengües de l'Índia.